# Serinova
Serinova (türkisch für kühle Ebene/Niederung), (kurdisch Artêt) ist eine Kleinstadt im Landkreis Muş der osttürkischen Provinz Muş. Serinova liegt etwa 25 km nördlich der Provinzhauptstadt Muş. Serinova hatte laut der letzten Volkszählung 2.553 Einwohner (Stand Ende Dezember 2010). Die Bevölkerung besteht hauptsächlich aus Kurden und Tschetschenen. Die Kurden leben überwiegend in den Stadtteilen (Mahalle) Bakırcılar, Çağdaş sowie Hürriyet und die Tschetschenen im Stadtteil Aydıngün.